# ブロンシア・コラー＝ピネル
ブロンシア・コラー＝ピネル（Broncia Koller-Pinell、1863年2月25日 - 1934年4月26日 ）はオーストリアの画家である。

## 略歴
現在のポーランド、ポトカルパチェ県のサノクのユダヤ教徒の毛織物の製造工場主の家で生まれた。1870年に両親とウィーンに移った。画家のロベルト・ラープとアロイス・デルークから絵の個人教育を受け、1885年には展覧会に絵を出展するようになった。1885年から2年間、ミュンヘンの女子美術学校でルートヴィヒ・ヘルテリッヒに学んだ。ウィーンのキュンストラーハウス(Künstlerhaus)で開かれる展覧会やミュンヘン、ライプツィヒの展覧会で出展した。
1896年にカトリック教徒の医師、フーゴー・ケラーと結婚した。初めニュルンベルクで暮らしたが、1902年にウィーンに移った。ウィーンで、前衛的な画家グスタフ・クリムトを中心とする画家グループと交流した。1904年にウィーンに近いバーデン郡の Oberwaltersdorfの邸を相続し、その邸はウィーン分離派の建築家のヨーゼフ・ホフマンとデザイナーのコロマン・モーザーによって改装された。この邸にはオーストリアの有名な芸術家や科学者が客となって招かれた。
第一次世界大戦後は表現主義の画家、アントン・ファイシュタウアーやアルベルト・ギュータースローらとも交流した。
印象派やアールヌーボー、表現主義など近代の様々な美術運動の芸術家たちと交流しながら、人物画や静物画を描いた。

## 作品

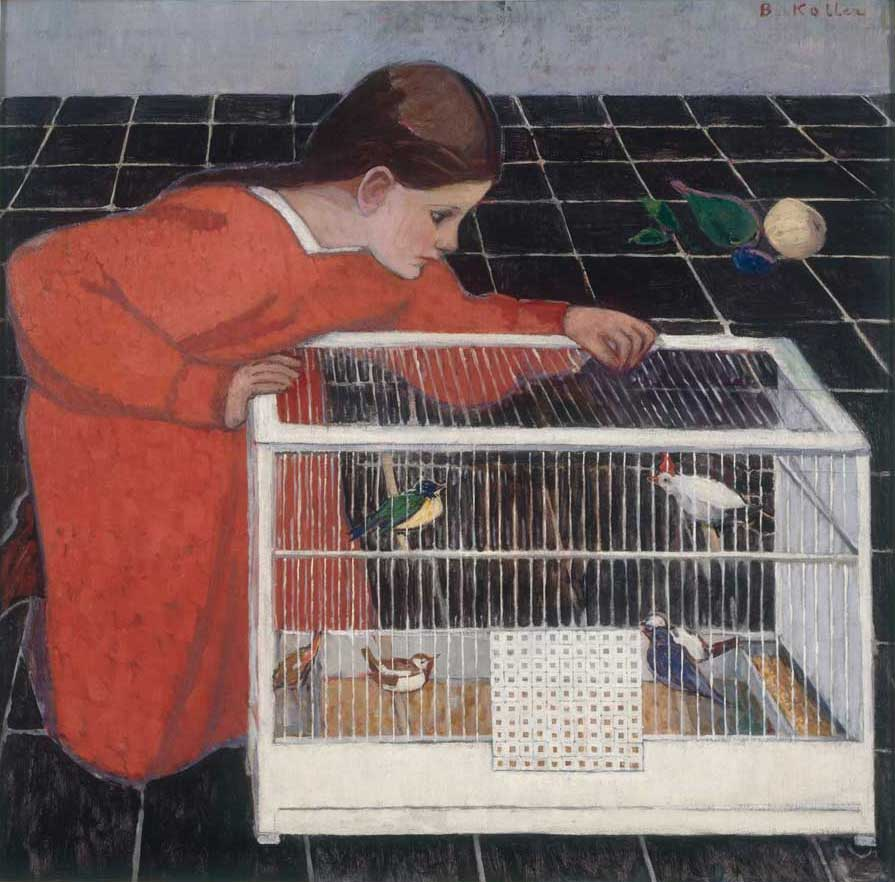
鳥駕籠 (1907/1908)
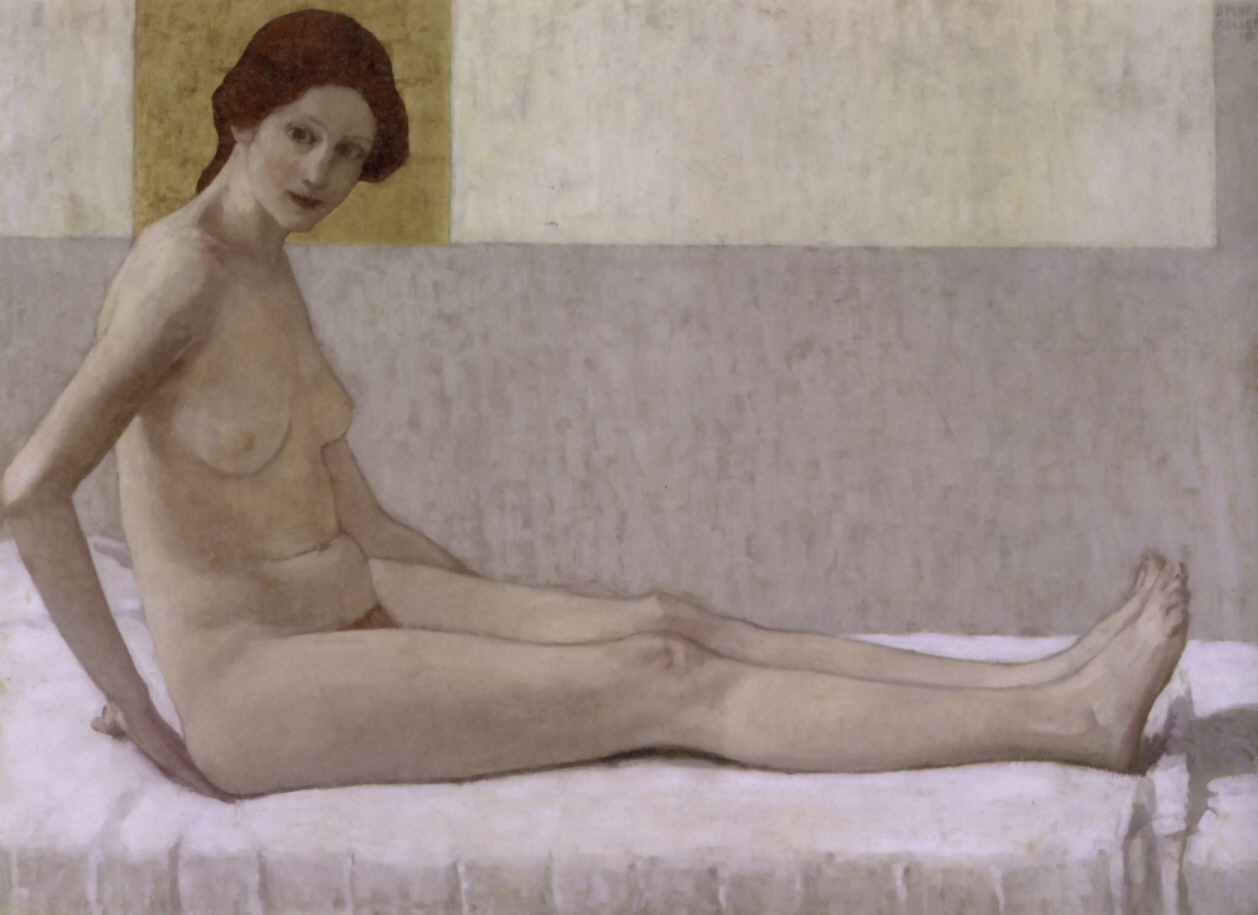
Sitzende (1907)
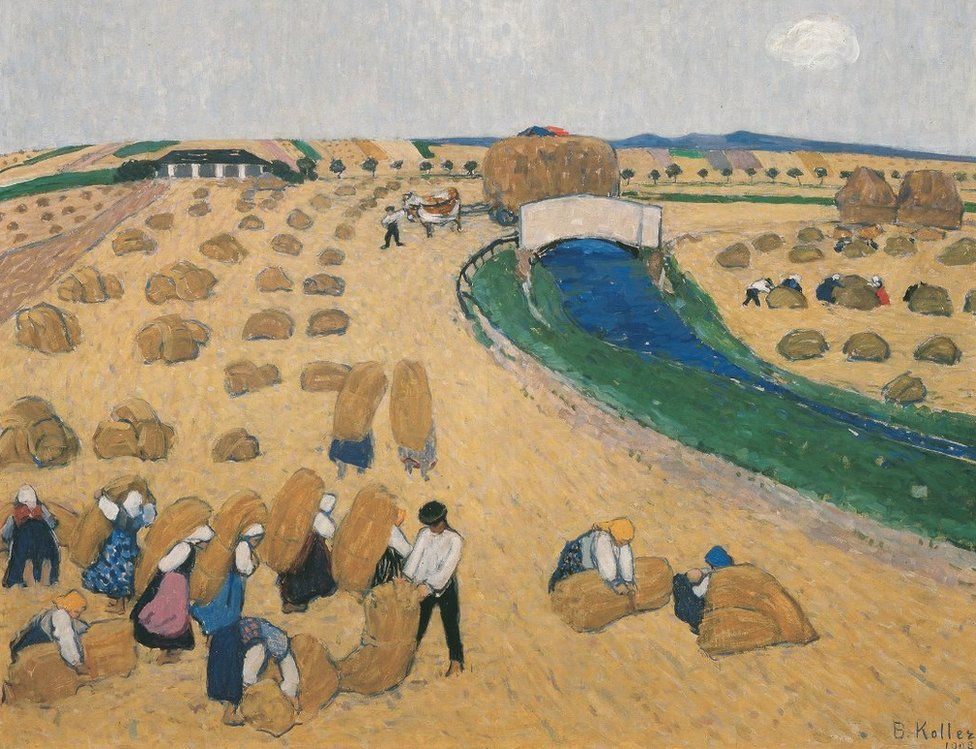
収穫

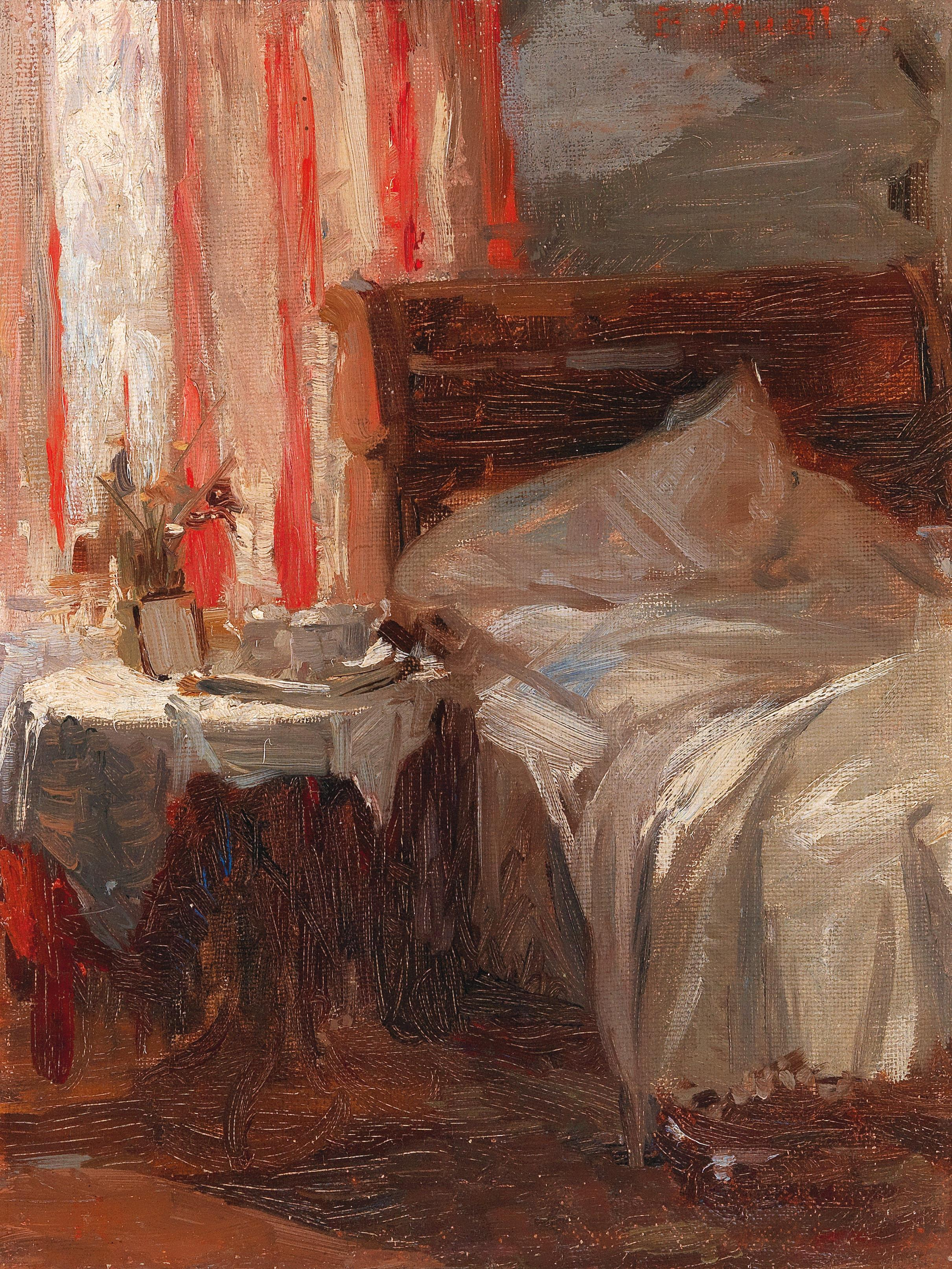
(1895)
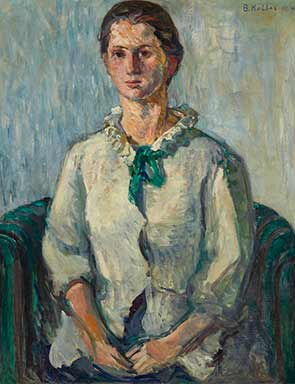
(1914)
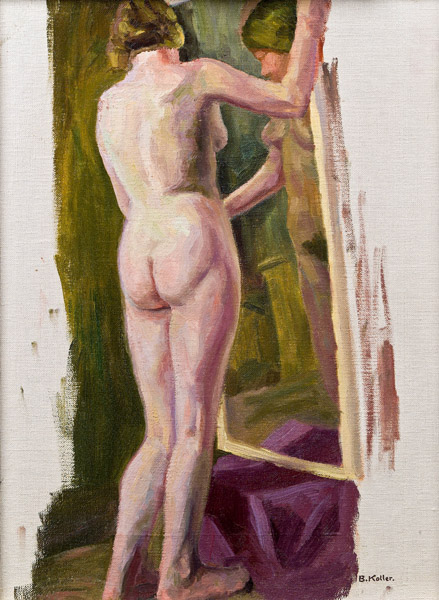
(1934)
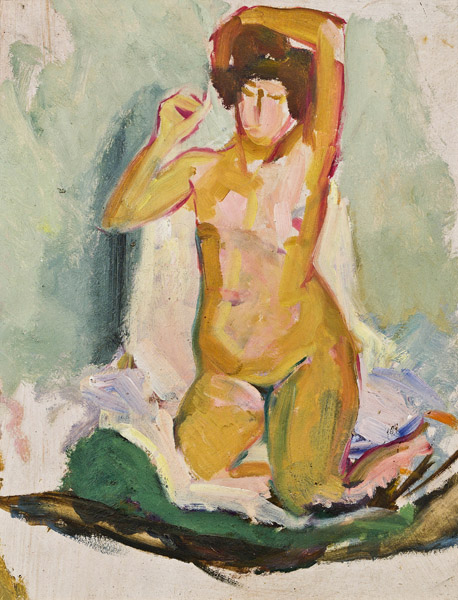
Kniender Akt (1934)